# اتفاق الداماد دي جوفنيل
اتفاق الداماد دي جوفنيل، هو الاتفاق المعقود بين رئيس الدولة السورية أحمد نامي، والمفوض الفرنسي هنري بونصو، بعد تولي نامي مهام الرئيس خلال اشتعال الثورة السورية الكبرى. ووصف الاتفاق رسميًا، بوصفه تحقيق لمطالب الثورة. ونشر بوصفه برنامج عمل حكومة الداماد. نصّ الاتفاق المكون من عشرة بنود، على الدعوة لانتاخب جمعية تأسيسية لتتولى وضع دستور للبلاد، وعقد معاهدة سلم وصداقة بين فرنسا وسوريا تنهي الانتداب وتحوله إلى تحالف كما هو الحال بين بريطانيا والعراق، وتحقيق الوحدة السورية، وإلغاء المحاكم المختلطة، وتأسيس جيش وطني، وضم سوريا لعصبة الأمم، وإصدار عفو عام عن جميع الجرائم المرتكبة خلال الثورة، وإلغاء الغرامات الحربية على دمشق وغيرها من المدن السورية، وتعويض منكوبي الثورة وإصلاح النظام النقدي. وقد نشرته الحكومة في الصحف والإذاعات، غير أن تلكؤ الحكومة الفرنسية في تنفيذ الاتفاق دفع لاستقالة الرئيس عام 1928، غير أن العفو العام وتعويض المنكوبين وانتخاب الجمعية التأسيسية ووضع الدستور تم عام 1930، والمعاهدة عام 1936.